# Energia wymiany
Energia wymiany (ang. exchange energy) — różnica między energią dla równoległej konfiguracji spinów i dla antyrównoległej konfiguracji. Jest to więc różnica pomiędzy energią dla stanu tripletowego a energią dla stanu singletowego. Jest ona odpowiedzialna za spontaniczne namagnesowanie w ferromagnetykach poprzez równoległe ustawienie się momentów magnetycznych atomów. Opisuje się ją za pomocą całki wymiany J.